# Iaroslava Simonenko
Iaroslava Anatolievna Simonenko (en russe : Ярослава Анатольевна Симоненко) est une joueuse russe de volley-ball née le 27 juin 1996 à Tcheliabinsk. Elle joue au poste de réceptionneur-attaquant.

## Palmarès

### Clubs
Championnat de Russie:
- 2019